# Giant Bones '80
Giant Bones '80 è un album di Curtis Fuller e Kai Winding, pubblicato dalla Sonet Records nel 1980. Il disco fu registrato il 23 e 24 novembre 1979, Studio 39 di Copenaghen, Danimarca.

## Tracce
Lato A
1. Love 4 Rent (Kai Winding)
2. Sweetness (Curtis Fuller)
3. I Fall in Love Too Easily (Jule Styne, Sammy Cahn)
4. Scrapple from the Apple (Charlie Parker)

Lato B
1. Corriente (Kai Winding)
2. Nu Groove (Curtis Fuller)
3. Never Never Land (Jule Styne, Betty Comden, Adolph Green)
4. Hola (Kai Winding)

## Musicisti
- Curtis Fuller - trombone
- Kai Winding - trombone
- Horace Parlan - pianoforte
- Mads Vinding - contrabbasso
- Ed Thigpen - batteria